# Empresa Nacional de Servicios Aéreos
La Empresa Nacional de Servicios Aéreos (ENSA), cuya extinta división de pasajeros fue conocida como Aerotaxi, es una aerolínea con base en La Habana, Cuba, que operó en el pasado servicios chárter internos de pasajeros a destinos nacionales. En la actualidad sólo cuenta con equipos para vuelos de fotogrametría, fumigación y carga.
Su base principal fue el Aeropuerto Internacional José Martí de La Habana y tuvo una base secundaria en el Aeropuerto Internacional Vilo Acuña de Cayo Largo del Sur.En la actualidad cuenta con destacamentos para trabajos agrícolas y forestales en las provincias de Sancti Spíritus, Camagüey, Granma, Matanzas y Pinar del Río.

## Historia
La aerolínea fue creada en 1976 e inició sus operaciones ese mismo año. Es propiedad en su totalidad del gobierno de Cuba.
Aerotaxi operaba vuelos chárter a destinos turísticos nacionales y caribeños populares, incluidos Cayo Largo del Sur, Cayo Coco, Varadero, Trinidad, Cienfuegos, Nueva Gerona, Santiago de Cuba y Holguín.

## Antiguos destinos
ENSA/Aerotaxi operó vuelos regulares y chárter a los siguientes destinos:
| País | Destinos           | Aeropuertos                                  | Notas                                                  |
| ---- | ------------------ | -------------------------------------------- | ------------------------------------------------------ |
| Cuba | Bayamo             | Aeropuerto Carlos Manuel de Céspedes         | Base actual.                                           |
| Cuba | Camagüey           | Aeropuerto Internacional Ignacio Agramonte   | Base actual.                                           |
| Cuba | Cayo Coco          | Aeropuerto Internacional de Jardines del Rey | Aerotaxi operó vuelos aquí en el pasado.               |
| Cuba | Cayo Largo del Sur | Aeropuerto Internacional Vilo Acuña          | Antigua base secundaria (Aerotaxi).                    |
| Cuba | Cienfuegos         | Aeropuerto Internacional Jaime González      | Aerotaxi operó vuelos aquí en el pasado.               |
| Cuba | Holguín            | Aeropuerto Internacional Frank País          | Aerotaxi operó vuelos aquí en el pasado.               |
| Cuba | La Habana          | Aeropuerto Internacional José Martí          | Antigua base principal (Aerotaxi).                     |
| Cuba | Manzanillo         | Aeropuerto Internacional Sierra Maestra      | Base actual.                                           |
| Cuba | Nueva Gerona       | Aeropuerto Rafael Cabrera                    | Aerotaxi operó vuelos aquí en el pasado.               |
| Cuba | Pinar del Río      | Aeropuerto de Pinar del Río                  | Base actual.                                           |
| Cuba | Santiago de Cuba   | Aeropuerto Internacional de Santiago de Cuba | Aerotaxi operó vuelos aquí en el pasado.               |
| Cuba | Trinidad           | Aeropuerto Alberto Delgado                   | Aerotaxi operó vuelos aquí en el pasado.               |
| Cuba | Varadero           | Aeropuerto Juan Gualberto Gómez              | Base actual. También operó aquí Aerotaxi en el pasado. |

## Flota histórica
ENSA/Aerotaxi operó las siguientes aeronaves durante su existencia:
| Aeronaves                   | Total | Introducido | Retirado | Matrículas                                                    |
| --------------------------- | ----- | ----------- | -------- | ------------------------------------------------------------- |
| Antonov An-2                | 4     | 1995        | 2022     | CU-A1885, CU-A1825, CU-T1167 (CU-A1167 y CU-C1167) y CU-T1169 |
| Douglas DC-3                | 4     | c. 1995     | ??       | CU-T1559, CU-T1192, CU-T127 y CU-T1558                        |
| Embraer EMB 110 Bandeirante | 4     | 2001        | 2009     | CU-T1108, CU-T1109, CU-T1110 y CU-T1542                       |

## Accidentes e incidentes
- El 14 de marzo de 2002, un Antonov An-2 (CU-T1020) que cubría la ruta Cienfuegos-Cayo Coco sufrió un desprendimiento del el ala superior izquierda. El avión entró en barrena y se estrelló en una laguna cerca de Placetas. Sus dieciséis ocupantes murieron en el acto.[7]
- El 6 de diciembre de 2002, un Embraer EMB 110 Bandeirante (CU-T1110) que volaba de Holguín a La Habana se estrelló contra el suelo antes de llegar a la pista del aeropuerto internacional José Martí mientras se aproximaba bajo una fuerte lluvia. La aeronave resultó dañaba y fue dada de baja, pero ninguno de sus diez ocupantes falleció.[8]
- El 19 de marzo de 2003, un Douglas DC-3 (registro desconocido) fue secuestrado mientras volaba de Nueva Gerona a La Habana. Los secuestradores querían aterrizar en el Aeropuerto Internacional de Miami, pero las autoridades americanas obligaron al avión a aterrizar en el Aeropuerto Internacional de Cayo Hueso, dado que el combustible no era suficiente. Algunos de los pasajeros y la tripulación solicitaron asilo político y otros regresaron a Cuba.[9][10]
- El 27 de marzo de 2019, un Antonov An-2 (CU-A1825) aterrizó de emergencia en un terreno inundado durante unas maniobras y se dio la vuelta, resultando un daño sustancial en la aeronave. No se reportaron fallecidos.[11]